# Вулиця Гацева
Вулиця Гацева — вулиця у Харкові, у Київському районі, в історичної місцевості П'ятихатки. Вулиця йде паралельно проспекту Академіка Курчатова. Вулиця заснована в 1989 році й названа на честь льотчика Олександра Васильовича Гацева (1951—1972).

## Розташування
Вулиця починається від відгалуження проспекта Академіка Курчатова, яке йде перпендикулярно самому проспекту, але вважається його частиною. Вулиця Гацева починається Г-подібним перехрестям з цим відгалуженням і йде на південний захід вздовж багатоповерхової забудови на лівій (непарній) стороні вулиці. Вулиця закінчується біля Лісопарку на околиці П'ятихаток, а ґрунтова дорога веде від її кінця в бік гольф-клубу.

## Назва
Вулиця названа на честь льотчика Олександра Васильовича Гацева (1951—1972), який народився в П'ятихатках, в 1971 році закінчив Харківське вище військове авіаційне училище льотчиків і був направлений на Далекий Схід СРСР. Там під час польоту в його літака відмовив двигун, і лейтенант Гацев загинув, вивівши літак за межі селища. Нагороджений радянським Орденом Червоної Зірки, похований в П'ятихатках.

## Меморіальні дошки
- Олександру Васильовичу Гацеву, відкрита в 2002[3].